# General Pánfilo Natera
General Pánfilo Natera é um município do estado de Zacatecas, no México.